# Wildenburg (Leusden)
Wildenburg is een buurt in de Nederlandse plaats Leusden. De buurt is onderdeel van de wijk Leusden-Centrum Oost, en telt 1530 inwoners (2021).
Wildenburg is tussen 1982 en 1986 aangelegd als 'plan Claverenblad-Wildenburg', en was het sluitstuk van het structuurplan uit 1968. Het plan was genoemd naar de twee boerderijen Claverenblad en Wildenburg, waarvan de eerste uiteindelijk in de buurt Groenhouten is terechtgekomen. Het stedenbouwkundig ontwerp werd verzorgd door ir. F.J.M. van der Werf. Het winkelcentrum de Hamershof is eveneens door hem ontworpen.